# Udalschalk (Ellingen)
Udalschalk (genannt 1068 und 1087) aus dem Geschlecht der Grafen von Grögling-Hirschberg stammte aus Ellingen im heutigen mittelfränkischen Landkreis Weißenburg-Gunzenhausen.

## Familie
Udalschalk, geboren um 1030/1040, war Bruder des Ernst von Ottenburg, der von seinem Schwiegervater Hartwig das Amt des Eichstätter Hochstiftsvogts übernommen hat. Beide waren Söhne des Freisinger Grafen Altmann. Udalschalk war verheiratet mit Uta, die ebenfalls zur Reichsaristokratie gehört hat. Sie war Tochter des Sigebodo, der das Burg- und Stadtgrafenamt und die Erzstiftsvogtei von Mainz innehatte. Ihr Bruder Siegfried wurde von der Kaiserinwitwe Agnes Ende 1058 zum Abt der Reichsabtei Fulda eingesetzt, obwohl er noch keine geistlichen Weihen hatte. Anfang 1060 ernannte sie ihn zum Erzbischof von Mainz.

## Urkundliche Nennungen
Am 2. April 1068 stiftet Udalschalk, adeliger Lehensträger des Hochstifts Eichstätt und edler Mann genannt, Güter in Pettenhofen bei Ingolstadt an die Johanniskapelle im Eichstätter Dom. Seine Ehefrau Uta stiftet mit Zustimmung ihrer Brüder, dem Mainzer Erzbischof Siegfried I. und dem Burggrafen Regenhard von Mainz, Güter in Isselde im Nordgau (= Eysölden, Landkreis Roth in Bayern) an die Johanniskapelle.
Am 4. Juni 1087 bezeugt Odelscalk de Ellingin de pago Swalevelden (= Ellingen im Sualafeldgau) eine Urkunde des Bischofs Gebehard von Konstanz im Kloster Allerheiligen in Schaffhausen (heutige Schweiz).